# Árvák hercege (film)
Az Árvák hercege (eredeti cím: The Cider House Rules) 1999-ben bemutatott amerikai filmdráma, melyet Lasse Hallström rendezett. A forgatókönyvet saját, azonos című regénye alapján John Irving írta. A főbb szerepekben Tobey Maguire, Charlize Theron, Delroy Lindo, Paul Rudd, Michael Caine, Jane Alexander, Kathy Baker, Kieran Culkin, Heavy D, Kate Nelligan és Erykah Badu látható.
Világpremierje az 56. Velencei Nemzetközi Filmfesztiválon volt, majd korlátozott számú amerikai filmszínházban 1999. december 10-én debütált. 2000. január 7-én szélesebb körben is bemutatták a mozikban. A film bevételi és kritikai szempontból is sikeresnek bizonyult. A 72. Oscar-gálán hét kategóriában kapott jelöléseket, ebből kettőt nyert meg – köztük Caine a legjobb férfi mellékszereplőnek járó díjat.

## Cselekmény
Homer Wells (Tobey Maguire), egy árvaházban nevelkedett fiú a film főszereplője. Kétszer is örökbe akarták fogadni, de az első szülőjelöltek túl csendesnek találták, míg a második páros verte őt. Az árvaház vezetője, Dr. Wilbur Larch (Michael Canie) titokban abortuszokat is végez, és Homert, akit saját fiaként szeret és nevel, fokozatosan megtanítja a sebészi munka minden trükkjére, annak ellenére, hogy még gimnáziumba sem járt.
Egy nap egy fiatal pár, Candy Kendall (Charlize Theron) és a barátja, Wally Worthington (Paul Rudd) érkeznek, mert egy abortuszt szeretnének végrehajtatni. Homer úgy dönt, hogy velük tart, mert világot akar látni. Dr. Larch vonakodva, de útjára engedi a fiút. Homer ezután a Worthington család almaültetvényén dolgozik Arthur Rose (Delroy Lindo) vendégmunkás csapatával. Wallyt behívják harcolni (a történet a II. világháború idején játszódik), és eközben Homer és Candy egy pontig egyre közelebb kerülnek egymáshoz. Amikor Candy megtudja, hogy Wallyt lelőtték a gépével, és deréktól lefelé lebénult, eltávolodik Homertől és várja barátjának hazatérését, akit ezután gondozásába kell vennie.
Eközben Mr. Rose egyszer együtt hál a lányával, és Homer, aki eddig ellenezte az abortuszt, végrehajtja a műtétet, hogy segítsen a lányon. Később Rose megszökik, és egy félreértés miatt leszúrja saját apját, aki utolsó perceiben azt kéri a többiektől, mondják azt a rendőrségnek, hogy öngyilkos lett bánatában.
Homer levelet kap az intézetből, hogy Dr. Larch meghalt egy éter-túladagolásban (a doktor néha elkábította magát, mert maga sem tudta egészen feldolgozni munkáját lelkileg). A szezon végén nem marad tovább, „hazaindul”, ahol örömmel fogadják.
A film közben látott jelenetekből megtudjuk, hogy a doktor papírokat hamisított Homernek, hogy ő lehessen az intézet következő vezetője. A film végén kiderül, hogy a doktor a fiú leleteit is meghamisította, hogy távol tartsa a háborútól.
A záró jelenetben Homer átveszi az apai szerepet, amit egykor a doktor töltött be.

## Szereplők
| Színész               | Szerep                    | Magyar hang         |
| --------------------- | ------------------------- | ------------------- |
| Tobey Maguire         | Homer Wells               | Hujber Ferenc       |
| Michael Caine         | Dr. Wilbur Larch          | Végvári Tamás       |
| Charlize Theron       | Candy Kendall             | Balázs Ági          |
| Paul Rudd             | Wally Worthington hadnagy | Széles Tamás        |
| Delroy Lindo          | Arthur Rose               | Vass Gábor          |
| Erykah Badu           | Rose Rose                 | Szalay Marianna     |
| Heavy D               | Peaches                   | Ifj. Jászai László  |
| K. Todd Freeman       | Muddy                     |                     |
| Kieran Culkin         | Buster                    | Skolnik Rudolf      |
| Jane Alexander        | Edna nővér                | Zsurzs Kati         |
| Kathy Baker           | Angela nővér              | Csere Ágnes         |
| Kate Nelligan         | Olive Worthington         | Tóth Judit          |
| Paz de la Huerta      | Mary Agnes                |                     |
| J. K. Simmons         | Ray Kendall               |                     |
| Evan Parke            | Jack                      | Barabás Kiss Zoltán |
| Jimmy Flynn           | Vernon                    |                     |
| Erik Per Sullivan     | Fuzzy Stone               |                     |
| Skye McCole Bartusiak | Hazel                     |                     |

## Díjak és jelölések
Oscar-díj (2000)
- díj: legjobb férfi mellékszereplő – Michael Caine
- díj: legjobb adaptált forgatókönyv – John Irving
- jelölés: legjobb film
- jelölés: legjobb rendező – Lasse Hallström
- jelölés: legjobb látványtervezés
- jelölés: legjobb eredeti filmzene – Rachel Portman

## Érdekességek
Tobey Maguire játéka a filmben annyira megtetszett Sam Raiminek, hogy ő kapta meg Pókember szerepét. Bár néhányan kifogásolták, hogy ekkor még jóval vékonyabb volt, megfelelő edzők gondoskodtak róla, hogy 2002-ben már kellően edzetten jelent meg a mozivásznakon.[forrás?]

## Fordítás
- Ez a szócikk részben vagy egészben  a    The Cider House Rules (film) című angol Wikipédia-szócikk fordításán alapul.  Az eredeti cikk szerkesztőit annak laptörténete sorolja fel. Ez a jelzés csupán a megfogalmazás eredetét és a szerzői jogokat jelzi, nem szolgál a cikkben szereplő információk forrásmegjelöléseként.